# Onley (Virginia)
Onley es un pueblo situado en el condado de Accomack, Virginia  (Estados Unidos). Según el censo de 2010 tenía una población de 516 habitantes.

## Demografía
Según el censo del 2000, Onley tenía 496 habitantes, 223 viviendas, y 144 familias. La densidad de población era de 233,5 habitantes por km².
De las 223 viviendas en un 23,3%  vivían niños de menos de 18 años, en un 48%  vivían parejas casadas, en un 11,2% mujeres solteras, y en un 35,4% no eran unidades familiares. En el 32,7% de las viviendas  vivían personas solas el 20,6% de las cuales correspondía a personas de 65 años o más que vivían solas. El número medio de personas viviendo en cada vivienda era de 2,22 y el número medio de personas que vivían en cada familia era de 2,72.
Por edades la población se repartía de la siguiente manera: un 18,8% tenía menos de 18 años, un 5% entre 18 y 24, un 24,8% entre 25 y 44, un 25,4% de 45 a 60 y un 26% 65 años o más.
La edad media era de 46 años.  Por cada 100 mujeres de 18 o más años  había 78,3 hombres.
La renta media por vivienda era de 36.750$ y la renta media por familia de 42.891$. Los hombres tenían una renta media de 28.854$ mientras que las mujeres 21.964$. La renta per cápita de la población era de 19.115$. En torno al 8,3% de las familias y el 12,5% de la población estaban por debajo del umbral de pobreza.

## Localidades adyacentes
El siguiente diagrama muestra a las localidades más próximas a Onley.